# Torreón
Torreón (nevének jelentése: őrtorony, vártorony) egy nagyváros Mexikó Coahuila államának délnyugati részén, a Comarca Lagunera nevű vidék legnagyobb települése, az ország jelentősebb városai közül az egyik legfiatalabb. Lakossága 2010-ben kb. 609 000 fő volt, de a város szorosan egybeépült a Durango államban található Gómez Palacióval és Lerdóval, melyekkel és több kisebb településsel együtt az agglomeráció lakossága az 1,1 milliót is eléri. Torreón Mexikó északi részének jelentős közlekedési és ipari központja, egyúttal az 1957-ben alapított Torreóni egyházmegye székhelye is.

## Földrajz

### Fekvése

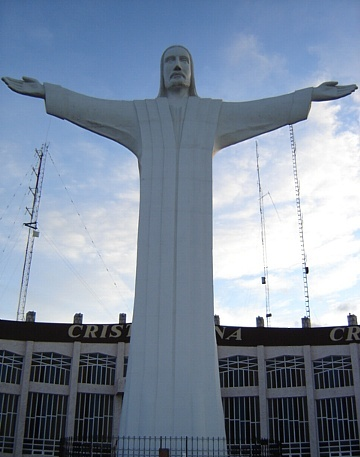
A Cristo de las Noas

Torreón Coahuila állam délnyugati szélén, Durango állam szomszédságában fekszik nagyrészt a Mexikói-fennsík 1120–1130 méteres tengerszint feletti magasságban elterülő síkságán, de a várostól délre és nyugatra már a Nyugati-Sierra Madre hegyei emelkednek, magasságuk a város határában az 1500 métert is eléri. A Cerro de las Noas hegyen áll egész Észak-Amerika legmagasabb Jézus-szobra, a 21,85 méteres Cristo de las Noas, mellőle kilátás nyílik a három egybeépült nagyvárosra: Torreónra és tőle nyugatra a Durango-beli Gómez Palacióra és Lerdóra.

### Vízrajz
A környék száraz éghajlata miatt a városnak nincs állandó folyója. A Nazas, mely északnyugaton határolja és választja el Durangótól és azon belül Gómez Palacio városától, csak időszakos vízfolyás, azonban az esős évszakban időnként veszélyes mértékben megárad. A várostól délre húzódó Aguanavallal együtt ez a két folyó egyedülálló egész Mexikóban abból a szempontból, hogy egyáltalán nem érik el egyik óceánt sem, hanem egy belső tóvidékbe torkollanak (erről a tóvidékről kapta a nevét a Comarca Lagunera).

### Éghajlat
A város éghajlata forró és rendkívül száraz. Az év minden hónapjában a rekordhőmérséklet 32 °C fölött van, az abszolút maximum 43 °C (június). A havi átlaghőmérsékletek a januári 14,4 °C és a júniusi 27,9 °C között szóródnak, viszont az is igaz, hogy a három téli hónapban és márciusban fagyok is előfordulnak, az eddig mért legalacsonyabb hőmérséklet -8 °C volt. Egész évben mindössze átlagosan 231 mm csapadék hull, ennek legnagyobb része a májustól szeptemberig tartó időszakban.
A havazás nagyon ritka, több évtized is eltelhet hó nélkül. 1947, 1967 és 1997 után 2017-ben esett a hó Torreónban.
| Hónap                                   | Jan. | Feb. | Már. | Ápr. | Máj. | Jún. | Júl. | Aug. | Szep. | Okt. | Nov. | Dec. | Év   |
| --------------------------------------- | ---- | ---- | ---- | ---- | ---- | ---- | ---- | ---- | ----- | ---- | ---- | ---- | ---- |
| Rekord max. hőmérséklet (°C)            | 32,5 | 35,0 | 39,5 | 40,5 | 42,2 | 43,0 | 39,8 | 39,2 | 38,0  | 36,0 | 34,8 | 32,5 | 43,0 |
| Átlagos max. hőmérséklet (°C)           | 22,2 | 25,3 | 25,6 | 32,3 | 35,2 | 35,3 | 34,1 | 33,5 | 31,8  | 29,4 | 26,1 | 22,7 | 29,5 |
| Átlaghőmérséklet (°C)                   | 14,4 | 16,9 | 18,8 | 23,8 | 26,9 | 27,9 | 27,2 | 26,8 | 25,2  | 22,3 | 18,1 | 15,0 | 22,0 |
| Átlagos min. hőmérséklet (°C)           | 6,6  | 8,5  | 11,9 | 15,3 | 18,7 | 20,6 | 20,4 | 20,1 | 18,6  | 15,2 | 10,2 | 7,3  | 14,5 |
| Rekord min. hőmérséklet (°C)            | −7,0 | −5,0 | −5,5 | 1,8  | 4,0  | 10,0 | 11,0 | 10,5 | 7,5   | 4,0  | −2,8 | −8,0 | −8,0 |
| Átl. csapadékmennyiség (mm)             | 12   | 4    | 2    | 5    | 22   | 35   | 36   | 39   | 43    | 16   | 7    | 11   | 231  |
| Forrás: Servicio Meteorológico Nacional |      |      |      |      |      |      |      |      |       |      |      |      |      |

## Közlekedés
A város közlekedési szempontból igen kedvező helyen fekszik: itt keresztezik egymást fontos észak-déli és kelet-nyugati irányú országos útvonalak. Kelet-nyugati irányban a 40-es főút szeli át Mexikót, ez az az útvonal, mely három állam fővárosával (a durangói Victoria de Durangóval, a coahuilai Saltillóval és az új-leóni Monterreyjel) valamint a két óceánnal köti össze Torreónt. Ezen a főúton található a város egyik jelképének is számító Puente Plateado nevű híd is, amely a Nazas folyó fölött átívelve kapcsolja össze Torreónt és Gómez Palaciót. A Sinaloa és Durango államok határán 2012-ben átadott Baluarte hídnak és az új 40-es út új szakaszának köszönhetően jelentősen lecsökkent a Csendes-óceán partján fekvő Mazatlánba történő eljutás ideje, ami tovább növeli a város gazdasági fejlődésének esélyeit. Victoria de Durango és Monterrey irányába vasútvonal is kiépült.
Észak-déli irányban a 49-es út és a Mexikóváros–Ciudad Juárez vasútvonal jelenti a legfontosabb közlekedési folyosót.
Torreón repülőtere a Francisco Sarabia nemzetközi repülőtér, mely egész Coahuila állam legjelentősebb légiközlekedési létesítménye. Nagy belföldi forgalma mellett több nemzetközi járatot is indít, melyek közül a legfontosabbak Houstonba és Dallasba közlekednek. A repülőtér éves forgalma 350–400 ezer fő. A városközponttól északkeletre helyezkedik el, egyre jobban körbeépül lakóterületekkel.
2016-ban jelentették be a helyi tömegközlekedés legnagyobb fejlesztését: a Metrobús Laguna nevű rendszer a belvárost és Matamorost köti majd össze sűrű buszjáratokkal. A másfélmilliárd peso értékű beruházás során 108 alacsony padlós autóbuszt állítanak forgalomba, az utakat pedig átépítik. A 25,5 kilométeres vonalon három állomás és 22 megálló lesz majd.
A városi tömegközlekedését a Santos Laguna mérkőzéseinek idején kiegészíti a városközponttól viszonylag távol fekvő Estadio TSM Corona stadionhoz közlekedő úgynevezett Santos-busz: ezek buszjáratok a mérkőzés kezdete előtt 3 órával kezdenek járni a stadion és a belváros között (városi végállomása a Feria de Torreón), és a lefújás után egy órával indul vissza az utolsó. A járat használata 12 év alattiak számára ingyenes, de felnőtteknek is csak 8 pesóba kerül (kb. 150–160 Ft, 2013-as adat), külön buszt indítanak mozgássérültek számára.

## Gazdaság
A város és környéke Észak-Mexikó egyik fontos gazdasági központja. A városban két nagy ipari parkot alakítottak ki, a Zona Industrial de Torreónt és a keleti részén a Parque Industrial de las Américast, ezekben számos maquiladora működik, valamint jelentős foglalkoztató a Peñoles nevű, bányatermékeket feldolgozó cég is.
Az egész Comarca Lagunera, így Torreón is, évszázadok óta híres gyapottermesztő terület, a múltban pedig emellett még szőlőföldeket is nagy számban találhattunk itt, mára ezek azonban jórészt eltűntek. Megnőtt viszont a szarvasmarha-tenyésztés szerepe, erre pedig tejipari üzemek települtek, ennek köszönhetően ma Torreón és környéke egész Mexikó legjelentősebb tejtermelő vidéke. A LALA nevű tejipari óriásvállalat (melynek neve a La Laguna szókapcsolatból származik) központja is a torreóni agglomerációban van (Gómez Palacióban), itt alakult meg 1950-ben és ma több üzemet is működtet itt.
1967 óta a Grupo Modelo egyik sörgyára is a városban működik, többek között a legismertebb mexikói sört, a Corona sört is gyártják itt.

## Népesség
A város népessége igen gyorsan nő, az 1990-től 2010-ig tartó időszakban csaknem 40%-kal emelkedett:
| Év   | Lakosság |
| ---- | -------- |
| 1990 | 439 436  |
| 1995 | 481 493  |
| 2000 | 502 964  |
| 2005 | 548 723  |
| 2010 | 608 836  |

## Címere

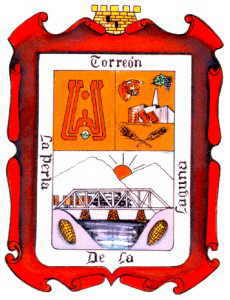
Torreón címere

A Coahuila állam kormányzata által 1981. április 7-én elismert városcímer egy vízszintesen kettéosztott pajzsot ábrázol, melynek felső, arany hátterű mezője szintén két részre van osztva. Ennek jobb felében a város nevét is jelképező vörös színű bástya (egy torreón) áll, míg bal felében a vidéken az emberek letelepedését segítő legjelentősebb tényezők szimbólumai láthatók: búzakalászok, egy szőlőfürt levéllel, egy szarvasmarha feje és egy gyár, mely az ipar jelentőségét hangsúlyozza. Az alsó részben a Nazas folyó látható és a rajta átívelő vasúti híd egy vonattal, valamint a hegyek között lenyugvó Nap. A víz két partján egy-egy varsát is ábrázoltak, melyek spanyol nevéről (nasa) kapta nevét a folyó.
A pajzs körül körben a Torreón La Perla De La Laguna, azaz Torreón, a Laguna (Tóvidék) Gyöngye felirat fut, az egész címert pedig egy bástyatorony koronázza.

## Története

### Nevének eredete

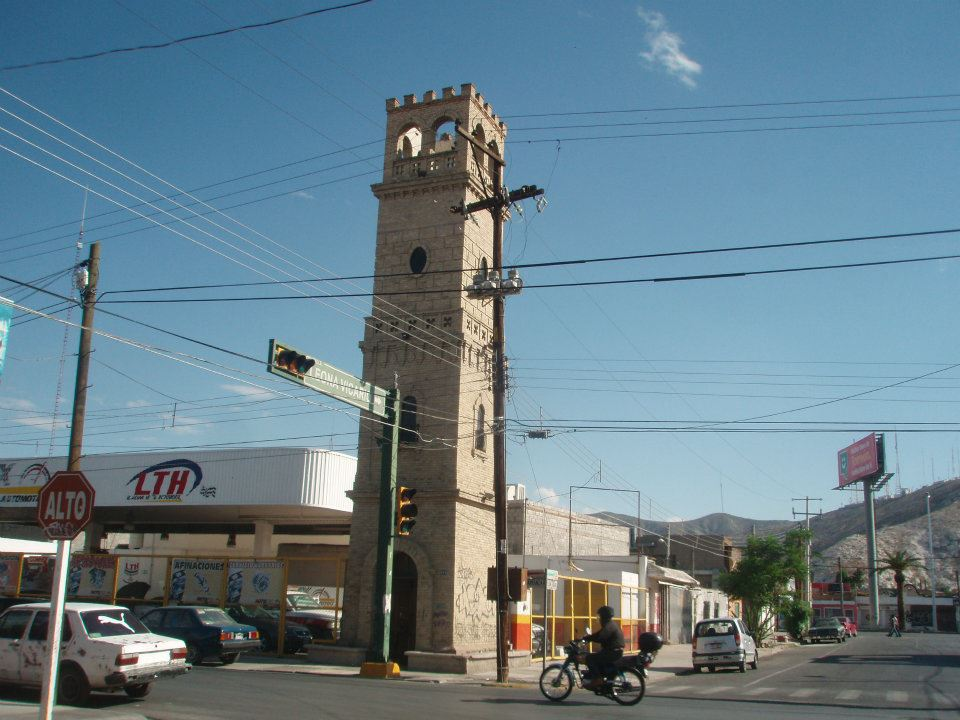
Egy régi torreón, vagyis őrtorony (a Presidente Carranza és Leona Vicario utcák kereszteződésénél)

Torreón mai helyén a 19. század elején még nyoma sem volt településnek. Ekkor José María de Valdivielso, Aguayo hatodik és egyben utolsó márkijának tulajdona volt a terület, akitől 1825-ben a londoni Baring Testvérek és a Staples és Társa vállalkozások vették meg. Később hitelezőjüké, Luis Mier y Teráné lett, aki eladta Jacobo és Carlos Sánchez Navarrónak, majd 1848-ban ők is megváltak tőle: Leonardo Zuloaga és Juan Ignacio Jiménez vette meg tőlük. Zuloaga az El Carrizal nevű rancho (nagy farm) védelmének érdekében 1850-ben egy védőfalat emeltetett a Nazas folyó szabályozására, valamint egy őrtornyot, spanyolul torreónt. Zuloaga halála után a ranchót már úgy emlegették, hogy Rancho del Torreón, innen származik a város mai neve.

### A város alapítása
A Torreón ranchót ezután Zuloaga unokaöccse, Juan Ferrero, később az ő nagynénje, Zuloaga özvegye, Luisa Ibarra szerezte meg 40 000 pesóért, később Rapp Sommeré és társáé, majd Carlos González Montes de Oca ezredesé, végül Feliciano Cobiáné lett.
1883. augusztus 25-e igen fontos dátum a település történetében: a Rancho del Torreónt elérte a Mexikóvárost az északi határnál fekvő Ciudad Juárezszel összekötő vasút, mely ezután nagyban elősegítette a város kialakulását és fejlődését. 1887-ben a terület legújabb tulajdonosai, Sommer Herman és társa, felhatalmazta Eppel von Aschenbornt, hogy (a befolyásos Carlos González Montes de Oca beleegyezésével) kezdje meg a vasúttal határos földek felosztását. Azonnal ki is jelölték a házhelyeket és a leendő építési területeket.
Néhány év alatt valóságos város nőtt ki a földből, melyet 1893. február 24-én kelt rendeletével az állam villa rangra emelt, majd 1907. július 13-án megalkották azt a rendeletet is, mely a ciudad (város) rangot is megadta Torreónnak. (Szeptember 15-én lépett életbe.)

### A forradalomban
Torreón a forradalom során, mint vasúti csomópont, igen fontos szerepet játszott, sok csatának volt színhelye, sokszor gazdát is cserélt. Amikor 1911 májusában a maderisták már szinte az egész északi országrészt elfoglalták, Torreón még Porfirio Díaz elnök híveinek kezén volt. Május 13-án a maderisták megtámadták, majd fosztogatni kezdtek, a város kínai lakói közül pedig néhány nap alatt több mint 300-at meggyilkoltak.
1913-ra a város már a vörös zászlóaljakkal kiegészült huertista kormányerők kezén volt.t 1913. szeptember végén támadta meg a Pancho Villa vezette északi hadosztály, végül október elsején sikerült elfoglalniuk. A hadizsákmány igen jelentős volt, a rengeteg fegyver (köztük két óriási ágyú, a Rorro és az El Niño) és lőszer mellett számos vonatot is megszereztek.
Következő alkalommal 1914. április 3-án vették be a várost a felkelők. A forradalomban szerzett érdemeiért Torreónnak 2010-ben (az országban 29-edikként) a Ciudad Heroica, azaz Hősies Város megtisztelő címet adományozták, de ellentétben sok korábbi ilyen várossal, a település neve nem változott Heroica Torreónra.

## Turizmus, látnivalók

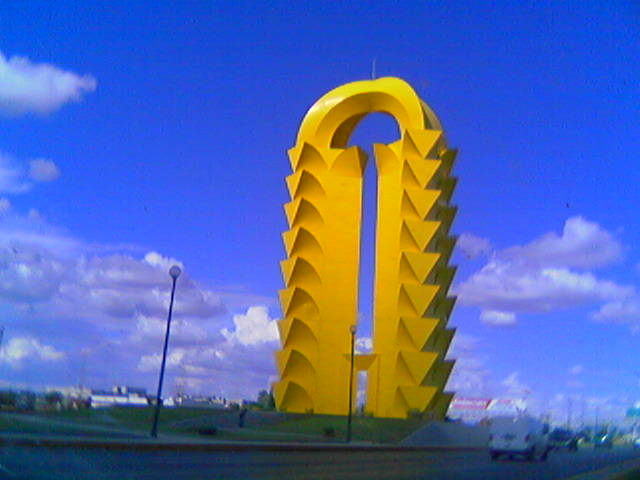
A Puerta de Torreón, a „város kapuja”

A város nem kimondott turisztikai célpont, de néhány régi műemlék, hatalmas emlékművek és több múzeum megtekintésre érdemes. Legismertebb látnivalója a Cristo de las Noas, a várost délről határoló hegyen álló Jézus-szobor. 2017-ben avatták fel azt a kabinos felvonót, amelynek egyik végállomása a történelmi belvárosban (a Morelos és a Treviño utcák kereszteződésénél), a másik pedig itt fent a szobor mellett található. Ez egész Coahuila állam első ilyen felvonója, és 1435 méteres hosszával a leghosszabb ilyen létesítmény Mexikó északi részén.
A város történelmi műemlékei a Casino de la Laguna, a Comermex épülete, a Banco Chino, az Isauro Martínez Színház, az 1904-ben megnyílt Salvador Szálloda, a Lack-ház órája, a mudéjar ház és a régi őrtorony, a Torre de la Fundidora, amiről a város a nevét kapta.
Jelentős építmények még a főtéren (Plaza Mayor) álló országzászló (amely az egyik legnagyobb zászlóemlékmű az egész országban), valamint a sárga színű városkapu, a Puerta de Torreón, amely két, fölül összeérő stilizált búzakalászt ábrázol. Ezzel is a környék korábbi mezőgazdasági jellegére utal, színével a sivatagra, 38 búzaszemével pedig Coahuila állam 38 községére. 2004-ben nyílt meg egy régi mozi átépítésével az ország egyik legmodernebb színháza, a Nazas Színház.
A város egyik jelképének számított egy modern, várbástyát formázó, 14 méter magas torreón-emlékmű a Plaza Cívica téren, amelyet 1974-ben avattak fel, ám ezt 2017 márciusában egy buszállomás építése miatt (tiltakozások közepette) lebontották. Az ígértek szerint eredeti elemeiből később máshol újjáépítik.

### Múzeumok
Az egész Comarca Lagunera legjelentősebb múzeuma a Museo Regional de la Laguna. A város első múzeumaként 1976. november 22-én nyílt meg, akkor egy elsősorban a közeli Cueva de la Candelaria barlangban talált régészeti leleteken alapuló kiállítást mutatott be, de mára egész Közép-Amerika történeti emlékeit és néprajzát feldolgozó tárlat tekintkető itt meg, képzőművészeti kiállítások mellett.

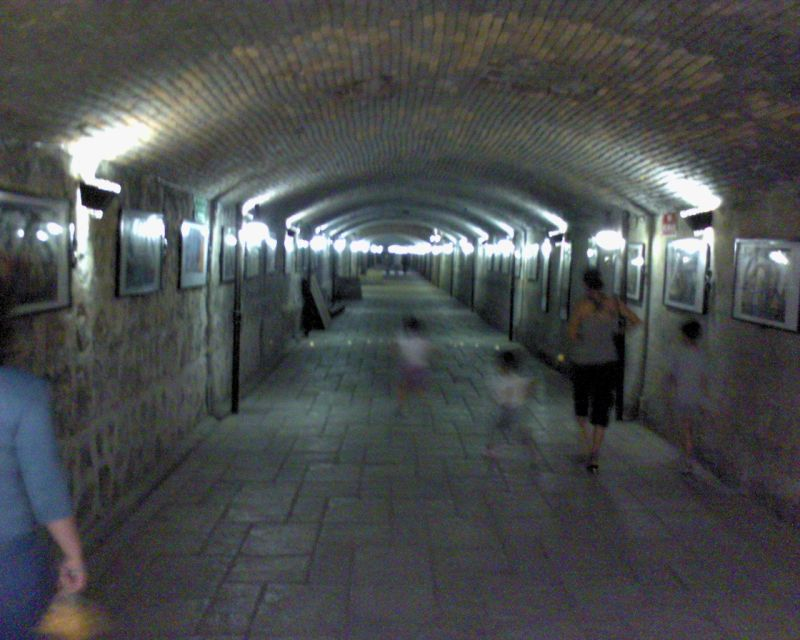
A Canal de la Perla

Igen különleges helyszín a Canal de la Perla: a történelmi városközpont alatt az 1890-es években épült öntözőrendszer 400 méter összhosszúságot elérő csatornáiban sétálgathatnak a látogatók, és a város múltjával kapcsolatos képeket és régi újságcikkeket tekinthetnek meg, melyek az alagutak 90 cm vastagságú, téglával borított falaira vannak erősítve.
A Museo de la Moneda, vagyis A Pénz Múzeuma az ország északi részének első ilyen jellegű kiállítóhelye. Az utóbbi 500 évben vert mindennemű pénzérmét megtekinthetünk itt, kezdve az 1536-os új-spanyolországiaktól az Ágoston és Miksa császárok neveihez köthetőkön át a forradalom korszakában használtakig.
A Museo de Sitio el Torreón a város második torreónjában, vagyis őrtornyában van berendezve. Jelenleg a város nevezetes épületeit bemutató fényképkiállítás tekinthető meg benne, de tervezik, hogy átalakítják a környék mezőgazdaságának történetét felölelő múzeummá.
A Torreóni Vasútmúzeum (Museo del Ferrocarril) 1998. november 7-én nyílt meg azon a helyen, ahol még fellelhetők a város régi vasútállomásának nyomai. Megtekinthető itt egy régi gőzmozdony, egy kiállítóterem makettekkel, fényképekkel és régi dokumentumokkal, egy régi „lakókocsi”, ahol a vasutakat bejáró munkások és családjaik laktak, egy vasúti kovácsműhely és egy, a tudomány világát bemutató kocsi.
A Gyapot Múzeuma, vagyis a Museo de Algodón a belvárosban helyezkedik el. Kiállítása arra emlékeztet, hogy a Comarca Lagunera felvirágzását nagyban köszönheti a „fehér arany”, a gyapot termesztésének és az arra épülő textiliparnak. A 16. századtól kezdődően mutatja be a gyapottermesztéshez és -feldolgozáshoz kapcsolódó emlékeket.
A Fémmúzeum (Museo de los Metales) a Peñoles ipari csoport jóvoltából mutatja be a látogatóknak az ércbányászat és a fémöntés technológiáját és annak tudományos hátterét.
Azon a környéken, ahol egykor a város első épületei megépültek, ott áll az 1904 és 1905 között épített, úgynevezett Casa del Cerro, mely ma várostörténeti kiállításnak ad otthont, de könyvtár és képtár is tartozik hozzá.

### Parkok, terek
Torreón egyik legnagyobb összefüggő zöldfelülete a Venustiano Carranzáról elnevezett „erdő”, a Bosque Venustiano Carranza, mely valójában egy téglalap alakú park a város belsejében. Hossza közel 750 m, szélessége 300 m. Számos sportlétesítmény, játékeszköz és kiépített sétány található benne.
2013. május 27-én nyílt meg az egyik északkeleti városrészben, Las Etniasban Torreón másik legnagyobb parkja, a 17–18 hektáros, az állam egykori kormányzójáról elnevezett Bosque Urbano Francisco José Madero, azaz Francisco José Madero Városi Erdő. A parkban két tavat is kialakítottak a horgászok és a csónakázás számára, 18 üzlet épült fel, létesítettek egy planetáriumot, egy 300 m-es canopypályát, egy kisvasutat, de van benne egy nyílt tér is, ahol tömegrendezvények, előadások alkalmával akár 200 000 ember is összegyűlhet. A tervek szerint felépítenek benne majd egy 20 liter/perc teljesítményű víztisztító művet is.

### Rendezvények
A város (és az állam) legfontosabb kulturális és zenei fesztiválja az évente augusztusban és szeptemberben megtartott Feria de Torreón, korábbi nevén Feria del Algodón („gyapotfesztivál”), amelynek története egészen 1924-ig nyúlik vissza.

## Kultúra

### Vallás

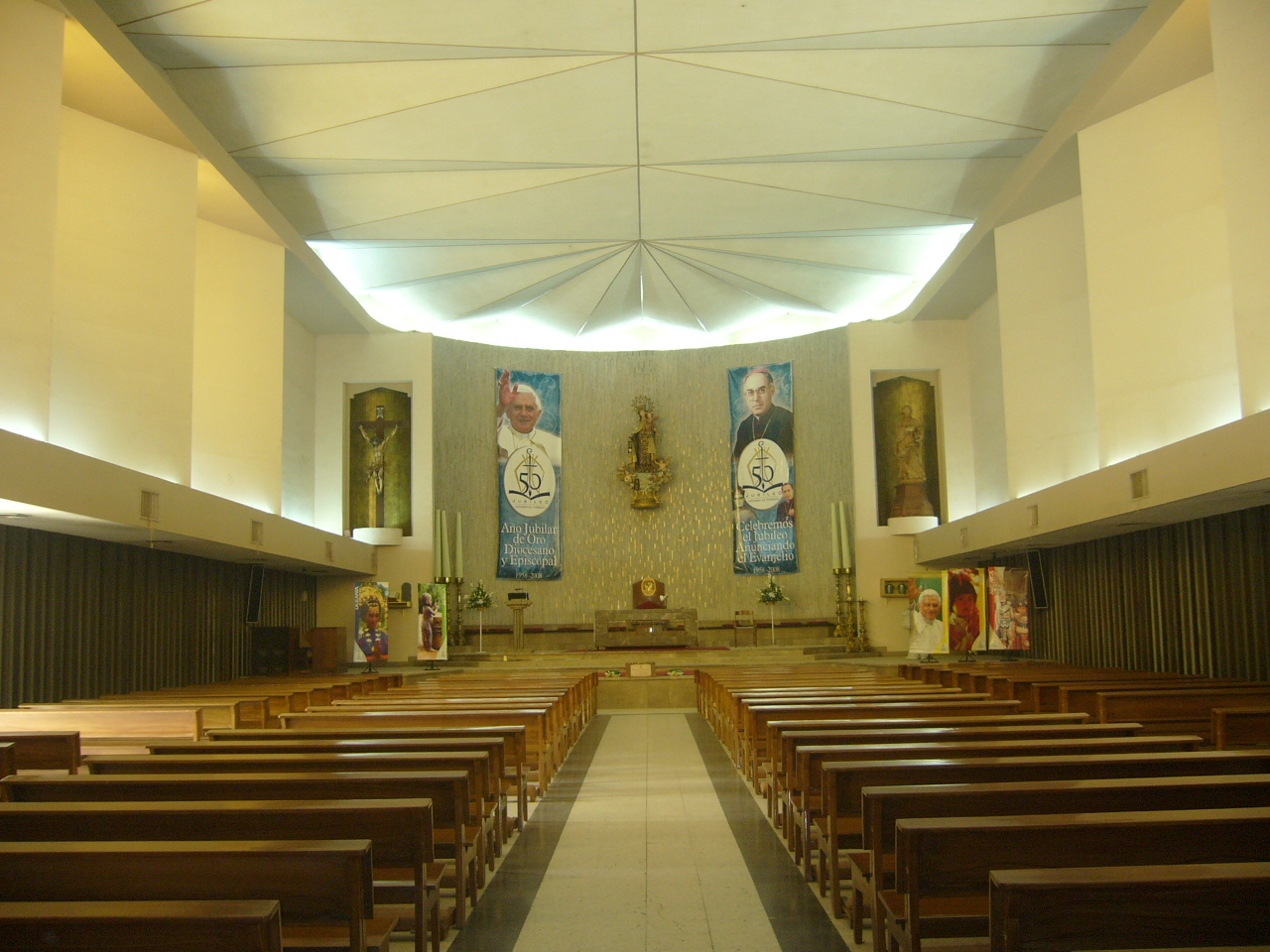
A torreóni székesegyház belső tere

Torreón lakosságának túlnyomó többsége (2010-ben 84%) római katolikus vallású, a város egyházmegyei székhely is. A torreóni székesegyházat (Catedral de Nuestra Señora del Carmen) a mexikói forradalom idején kezdték el építeni. A katolikus mellett azonban több más vallás is jelen van a településen, például régóta él itt egy kisebb iszlám közösség is: ők építették fel Torreónban 1989-ben a Suraya-mecsetet, amely egész Mexikó első mecsete.
Jellemző a városra, hogy az országban itt az egyik legmagasabb a vallási intolerancia mértéke.

## Sport

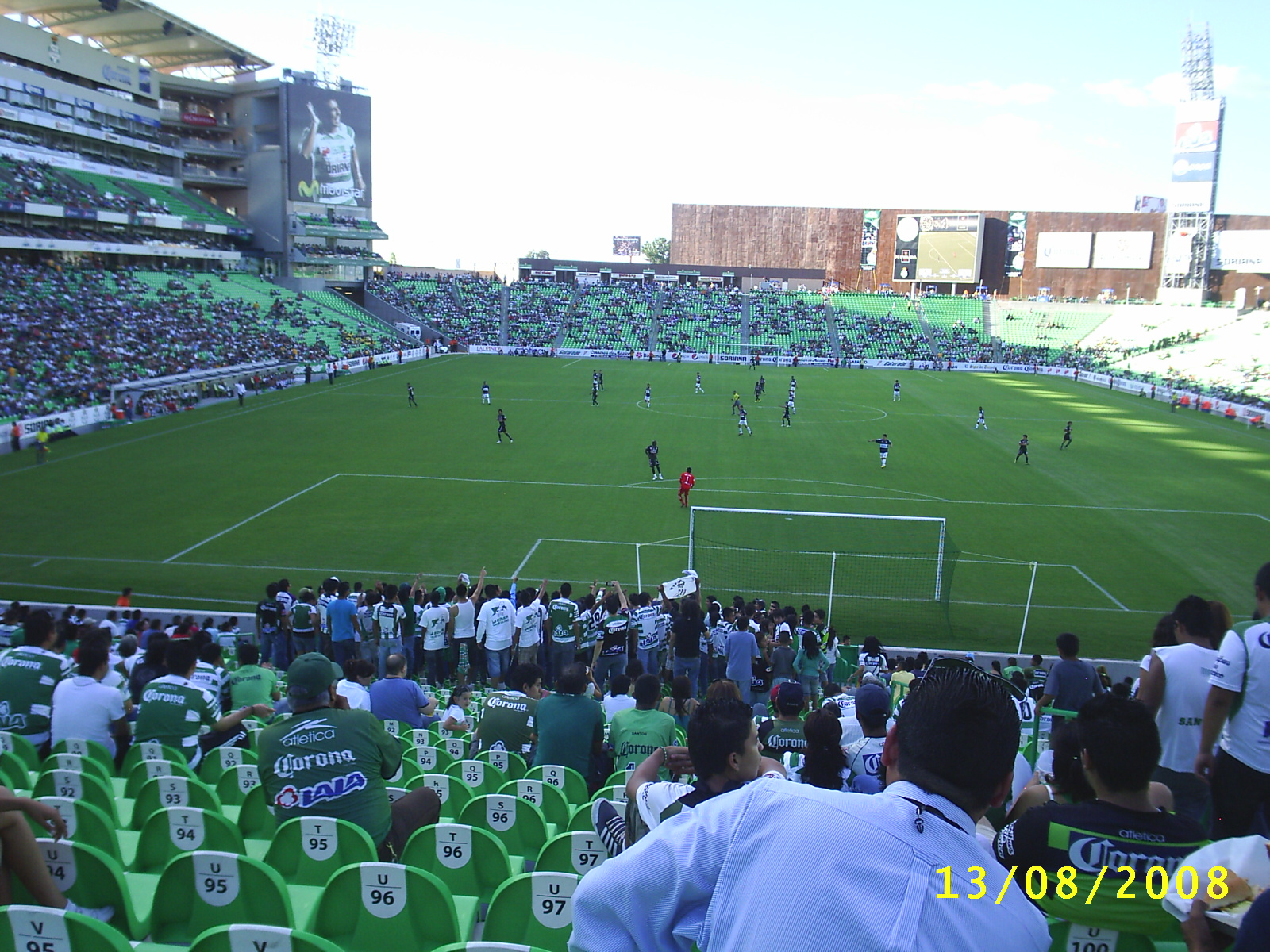
Az Estadio TSM Corona, a Santos Laguna otthona

A Comarca Lagunera egészét képviselő, 5-szörös bajnok Club Santos Laguna labdarúgócsapat nemcsak a városban népszerű, hanem egész Mexikóban is: egy 2013-as felmérés szerint az ötödik legkedveltebb az országban. Rendkívül modern stadionja, az Estadio TSM Corona 2009-ben épült a város északnyugati részén, a Francisco I. Madero felé vezető út mellett.
Kedvelt sport még a baseball: az Algodoneros de Unión Laguna csapat jelenleg az első osztályú bajnokságban, az LMB-ben szerepel. Stadionja az Estadio Revolución, melyet Torreón várossá nyilvánításának 25. évfordulóján, 1932-ben avattak fel, 2003-ban pedig felújították. Nem csak baseballmérkőzések rendezésére alkalmas, hanem atlétikai pályával is rendelkezik.
Mexikó egyik legjelentősebb maratonfutó rendezvényét, a Lala nemzetközi maratont is részben Torreón rendezi (közösen a szomszédos városokkal) 1989 óta minden év tavaszán.

## Testvérvárosok
Torreónnak három USA-beli testvérvárosa van: a texasi El Paso 1977 óta, a kaliforniai Fresno 1987 óta, míg a szintén texasi Laredo 2007 óta. Kínából a Kuangtung tartományban található Tajsan városával kötött testvérvárosi kapcsolatot, 2012-ben pedig a Palesztina földjén fekvő Náblusszal is tárgyalások kezdődtek.
Mexikón belül is több településsel áll testvérvárosi viszonyban, például az állam fővárosával, Saltillóval és a közeli Victoria de Durangóval is, valamint 2012-től keresik a kapcsolatfelvétel lehetőségét a Csendes-óceán partján fekvő Mazatlánnal is.